# Hans Kressebrug (Amsterdam)
Brug 716 is een vaste brug in Amsterdam Nieuw-West.
De voet- en fietsbrug overspant de Christoffel Plantijngracht, die parallel loopt aan het Christoffel Plantijnpad. Ze ligt ter hoogte van het Johan Brakensiekhof en het Theo Mann-Bouwmeesterhof. Voor het Christoffel Plantijnpad ontwierp Dick Slebos van de Publieke Werken een aantal kunstwerken, zoals de nabij gelegen Piet Römerbrug met brugnummer 711.
De vorm van de brug en leuningen lijken op ander werk van Slebos in de buurt. Het resultaat is een wit betonnen overspanning met blauwe leuningen.
In 2023 werd deze brug vernoemd naar striptekenaar en illustrator Hans G. Kresse.
<<< · 700 · 701 · 702 · 703 · 704 · 705 · 706 · 707 · 708 · 709 · 710 · 711 · 712 · 713 · 714 · 715 · 716 · 717 · 718 · 719 · 720 · 721 · 722 · 725 · 726 · 729 · 730-738 · 739 · 740 · 741 · 742 · 743 · 744 · 745 · 746 · 747 · 748 · 749 · 751 · 752 · 753 · 754 · 755 · 756 · 757 · 758 · 759 · 760 · 761 · 762 · 763 · 764 · 765 · 766 · 767 · 768 · 769 · 770 · 771 · 772 · 773 · 775 · 776 · 777 · 778 · 779 · 780 · 781 · 782 · 783 · 784 · 786 · 787 · 788 · 789 · 790 · 791 · 792 · 793 · 794 · 795 · 797 · >>>
Brugnummers  723, 724, 727, 728, 750, 774, 785, 796 (niet gerealiseerde brug over de Slotervaart), 798 en 799 zijn niet vergeven.